# 청춘 돼지는 꿈꾸는 소녀의 꿈을 꾸지 않는다 (영화)
《청춘 돼지는 꿈꾸는 소녀의 꿈을 꾸지 않는다》(일본어: 青春ブタ野郎はゆめみる少女の夢を見ない, 영어: Rascal Does Not Dream Of Dreaming Girl)는 2019년 6월에 개봉한 일본의 미스터리, 판타지, 로맨스, 드라마, 애니메이션 영화이다.
 마스이 소이치가 감독을 요코타니 마사히로와 요코야 아키히로가 각본을 맡았다.
 일본은 2019년 6월 15일에 대한민국은 2019년 8월 22일에 개봉되었다.

## 줄거리
하늘과 바다가 반짝이는 마을 "후지사와"에 사는 고등학생 아즈사가와 사쿠타는 같은 학교 한 학년 선배이자 유명한 연예인이자 연인인 사쿠라지마 마이와 설레는 일상을 보내고 있다. 하지만 어느 날 첫사랑인 마키노하라 쇼코가 등장하면서 그 일상은 완전히 뒤바뀌어 버린다.알 수 없는 이유로 '중학생'과 '어른', 두 명이 존재하는 쇼코와 부득이한 동거를 하면서 사쿠타와 마이의 관계가 삐걱거리기 시작한다. 그러던 중 '중학생 쇼코'가 위중한 병을 앓고 있다는 것을 알고 사쿠타의 가슴 흉터는 다시 벌어지는데...

## 출연진

### 주연
- 이시카와 카이토 - 아즈사가와 사쿠타 목소리 역
- 세토 아사미 - 사쿠라지마 마이 목소리 역
- 미나세 이노리 - 마키노하라 쇼코 목소리 역

### 조연
- 토야마 나오 - 코가 토모에 목소리 역
- 타네자키 아츠미 - 후타바 리오 목소리 역
- 우치다 마아야 - 토요하마 노도카 목소리 역
- 쿠보 유리카 - 아즈사가와 카에데 목소리 역